# International Institute of Higher Tibetan Studies

Le Tibet Center Institute aussi appelé International Institute of Higher Tibetan Studies (IIHTS) (Institut international des hautes études tibétaines) est une association à but non lucratif et reconnue par le droit autrichien située à Hüttenberg fondé par le 14e dalaï-lama, l'érudit Tenzin Dhargye (de), le bureau du Tibet de Genève et le soutien du gouvernement de Carinthie.
L'IIHTS propose d'authentiques études tibétaines par des séminaires, des conférences, des ateliers, des cours, des manifestations culturelles et expositions. Son objectif est de promouvoir le développement du bonheur et de la paix dans le monde, les valeurs humaines et la préservation de l'héritage culturel tibétain. 
L'IIHTS vise à rassembler différentes cultures et favorise le dialogue entre les religions. L'IIHTS travaille en collaboration avec l'Institut central d'études supérieures tibétaines à Sarnath et de l'Institut de médecine et d'astrologie tibétaine (Men-Tsee-Khang) à Dharamsala, en Inde, et fournit à ses participants des certificats qui sont émis conjointement par ces institutions.

## Enseignants
- Gyalpo Dawa
- Achok Rinpoché
- Nicolas Sihlé